# 平景隆
平景隆，(?-1274年11月14日)，鎌倉時代中期九州武士，壹岐國守護代。
壹岐守護少弐氏家人，『八幡愚童訓』記載文永十一年（1274年）農曆十月十四日申时，蒙古軍登陸壹岐島，十月十五日平景隆以一百人接戰遭全殲，他本人也切腹自殺。他手下宗三郎逃到博多通報入侵。
明治維新後，全国顕彰忠臣運動高漲，他被追赠正四位。